# クサムラドリ属
クサムラドリ属（クサムラドリぞく、学名：Atrichornis）はコトドリ上科クサムラドリ科 Atrichornithidae に属する鳥の属の一つ。クサムラドリ科は単型である。クサムラドリ（叢鳥）と総称される。

## 特徴
オーストラリアに生息する。
スズメ目で唯一、鎖骨をもたない。
鳴き声は大きく、他の鳥の声も真似る。
地上性で、落ち葉を足で掻きわけて虫や種子を見つけ出して食べる。

## 分類と系統

### 位置づけ
コトドリ科はクサムラドリ科と共に、スズメ亜目の中で最初に枝分かれしたコトドリ上科を構成する。コトドリ上科は以前はコトドリ亜目 Menurae として独立した亜目とすることもあった。
Sibley分類では、コトドリ上科コトドリ科（コトドリ上科に相当）クサムラドリ亜科 Atrichornithinae に相当する。

### 種
- Atrichornis rufescensi, Rufous Scrub-bird, ワキグロクサムラドリ
- Atrichornis clamosusi, Noisy Scrub-bird ノドジロクサムラドリ